# Hilda Abrahamz
Hilda Abrahamz  (Caracas, Venezuela, 1959. november 14. –) venezuelai színésznő, egykori modell.

## Élete és pályafutása
1959. november 14-én született. 
1980-ban megnyerte a Miss World szépségversenyt. 2002-ben Olimpia szerepét játszotta az Édes dundi Valentína című sorozatban. 2012-ben megkapta Lucrecia szerepét a Mi ex me tiene ganas című telenovellában.

## Filmográfia
- Sólo tú y yo (2014)  - Venevisión....Rosalinda Segundo
- Mi ex me tiene ganas (2012)  - Venevisión....Lucrecia Holt de Miller
- La mujer perfecta (2010)  - Venevisión....Önmaga
- Nadie me dirá como quererte (2008)  - RCTV....Mercedes Galindo
- Te tengo en salsa (2006)  - RCTV....Gioconda Chaparro
- Amor a palos (2005) – RCTV....Pamela Jhonson
- Estrambótica Anastasia (2004) – RCTV....Constanza Borofsky
- Édes dundi Valentína (Mi gorda bella) (2002) – RCTV....Olimpia Mercouri de Villanueva / Maria Joaquina Crespo (Magyar hang: Simon Mari)
- La niña de mis ojos (2001) – RCTV....Mercedes Aguirre
- A calzón quitao (2001) – RCTV.....
- Angélica Pecado (2000) – RCTV....Rebeca del Avila
- Carita pintada (1999) – RCTV....Candelaria Pabuena
- Todo por tu amor (1997) – Venevisión Andrea Mijares
- Quirpa de tres mujeres (1996) – Venevisión....Manuela
- Ka Ina (1995) – Venevisión....Maniña Yerichana
- De oro puro (1994).....RCTV
- Dulce Ilusion (1993).....RCTV...Alicia
- Por estas calles (1992) – RCTV....Natalia Pulselles
- Princesa (1992) – Sonotex....Marina
- El desprecio (1991) – RCTV....Lucelly
- Natacha (1990) – Panamericana Television – RCTV....Elvira
- La pasión de Teresa (1989) – Peggy San Juan
- Abigail (1988) – RCTV....Maria Clara/Maria Begoña Martinez
- Selva María (1987) – RCTV....Carla Altamina
- De mujer a mujer (1986)
- La Brecha (1985) – VTV Nadia
- Leonela (1983) – RCTV....Maribella
- Bienvenida Esperanza (1983) – RCTV....Yoselin Mendizabal
- De su misma sangre ....RCTV (1982)
- La señorita perdomo....RCTV (1982)
- Kapricho S.A ....RCTV (1982)
- Luz Marína .....RCTV (1981)